# ژان کوپانس
ژان کوپانس (به فرانسوی: Jean Copans) (متولد ۱۹۴۲) انسان‌شناس و جامعه شناس فرانسه است. او در حال حاضر استاد دانشگاه پاریس دکارت، عضو مرکز رشد جمعیت و توسعه، دانشگاه پاریس دکارت، مؤسسه ملی مطالعات جمعیت‌شناسی و مؤسسه تحقیق برای توسعه است. او همچنین عضو مرکز مطالعات آفریقا، EHESS) از سال ۱۹۷۰ است که از ژانویه سال ۲۰۰۷ همکاری داشته‌است.
او محقق در (دفتر تحقیقات علمی و فنی خارج از کشور)، مدرس دانشگاه مدرسه عالی مطالعات علوم اجتماعی و استاد دانشگاه دانشگاه Amiens است. ژان کوپانس همچنین در ایالات متحده و کانادا تدریس کرد و از سال ۱۹۸۴ تا ۱۹۸۸ مدیر CREDU در نایروبی (مرکز تحقیق و مستندسازی دانشگاه، اکنون مؤسسه تحقیقاتی فرانسه برای آفریقا) بود.

## کتاب‌های ترجمه‌شده به فارسی
- درآمدی بر مردم‌شناسی و انسان‌شناسی: مترجم حسین میرزائی، نشر ثالث، ۱۳۹۰ چاپ اول، ۱۳۹۴ چاپ دوم